# Rue des Capucins (Bruxelles)
Pour les articles homonymes, voir Rue des Capucins.
La rue des Capucins (en néerlandais : Kapucijnenstraat) est une voie publique de la ville de Bruxelles, en Belgique. Située dans le Pentagone, centre historique de la ville, elle relie la rue Haute à la rue des Tanneurs.
La rue a eu plusieurs noms au cours de son histoire ; elle portait à l'origine le nom de Zavelstrate, soit la « rue du Sable ». Elle porte ensuite le nom de Grande rue des Capucins, nom faisant référence au couvent des religieux franciscains, surnommés les « Capucins », qui se sont installés dans la rue en 1595. Durant le rattachement de la Belgique à la France, sous la République, elle a porté le nom de rue du Trésorier.
Curiosités et sites historiques se trouvent dans cette rue. Les bâtiments de l'ancienne école normale Émile André, d'architecture Art nouveau, sont partiellement classés. La rue comporte également deux scènes de bandes dessinées murales, qui font partie d'un ensemble de fresques qui décorent les façades du centre-ville de Bruxelles.

## Description
La rue des Capucins est une voie publique de la Ville de Bruxelles située dans le quartier des Marolles, dans le Pentagone, centre historique de la ville. Rue courte et en léger dévers, elle est à sens unique, et comporte une voie de circulation pavée, deux rangées de stationnement en ligne, et deux trottoirs de part et d'autre permettant la circulation piétonnière des riverains. Elle débute à l'est à l'intersection avec la rue Haute, et se termine à l'ouest au carrefour de la rue des Tanneurs. Elle n'est traversée que par la rue Blaes.

## Accessibilité
L'extrémité est de la rue, à l'intersection avec la rue Haute, est desservie les lignes de bus de la STIB 27 et 48, ainsi que par le service de bus de nuit N12, arrêt « Jeu de Balle ».
Ce site est desservi par la station de prémétro Lemonnier.
La gare ferroviaire la plus proche est la gare de Bruxelles-Chapelle.

## Historique
La plus ancienne mention de la rue figure dans Le Livre censal de 1321. La rue portait jadis le nom de Zavelstrate, ou rue du Sable, sans doute à cause de la nature de son sol en bas de la rue,.
Plusieurs des rues aux alentours de la rue Haute doivent leur nom aux communautés religieuses qui s'installèrent dans le quartier. La rue des Minimes, la rue des Brigittines ou la rue des Visitandines témoignent, par exemple, de la présence passée de l'ordre des frères Minimes de Saint François de Paule, des sœurs de Sainte-Brigitte ou de celles de la Visitation de Notre-Dame. En décembre 1587, des moines capucins d'Anvers vinrent à Bruxelles pour s'y préparer un établissement. Elle porte alors le nom de Grande rue des Capucins.
Les français occupèrent à deux reprises la Belgique. Après la victoire des Français à Fleurus le 26 juin 1794, ceux-ci occupent, à partir du 9 juillet, une seconde fois la capitale. Dès le 4 octobre 1794, la nouvelle administration en place prend un arrêté pour changer le nom traditionnel des rues et leur conférer le baptême républicain. Ainsi, de nombreuses rues de Bruxelles sont rebaptisées, la rue des Moines devenant par exemple la rue des Exclus, la rue des Sœurs-Noires la rue de l'Hospitalité. La Grande rue des Capucins est alors renommée en rue du Trésorier.

## Sites particuliers

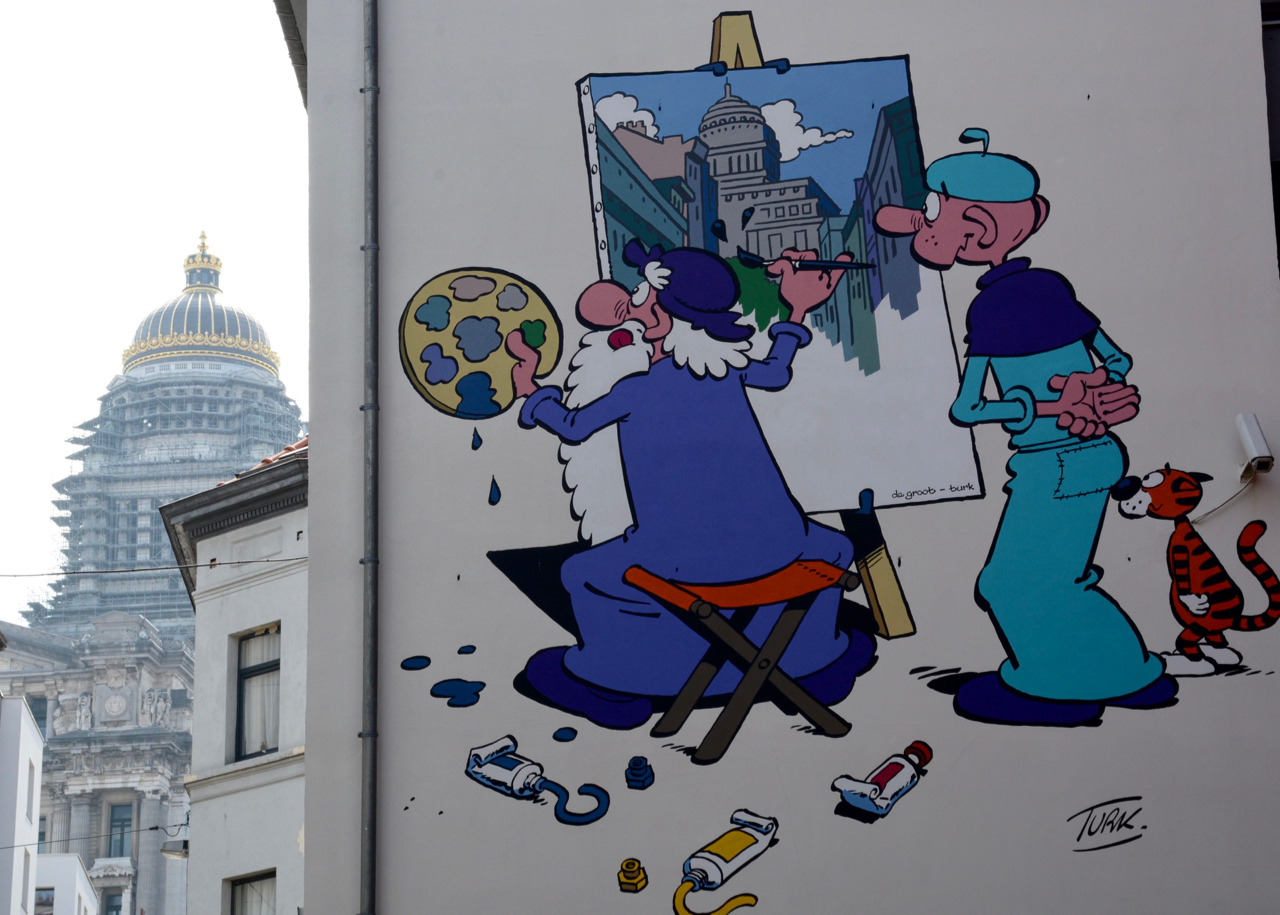
Fresque murale au 23A

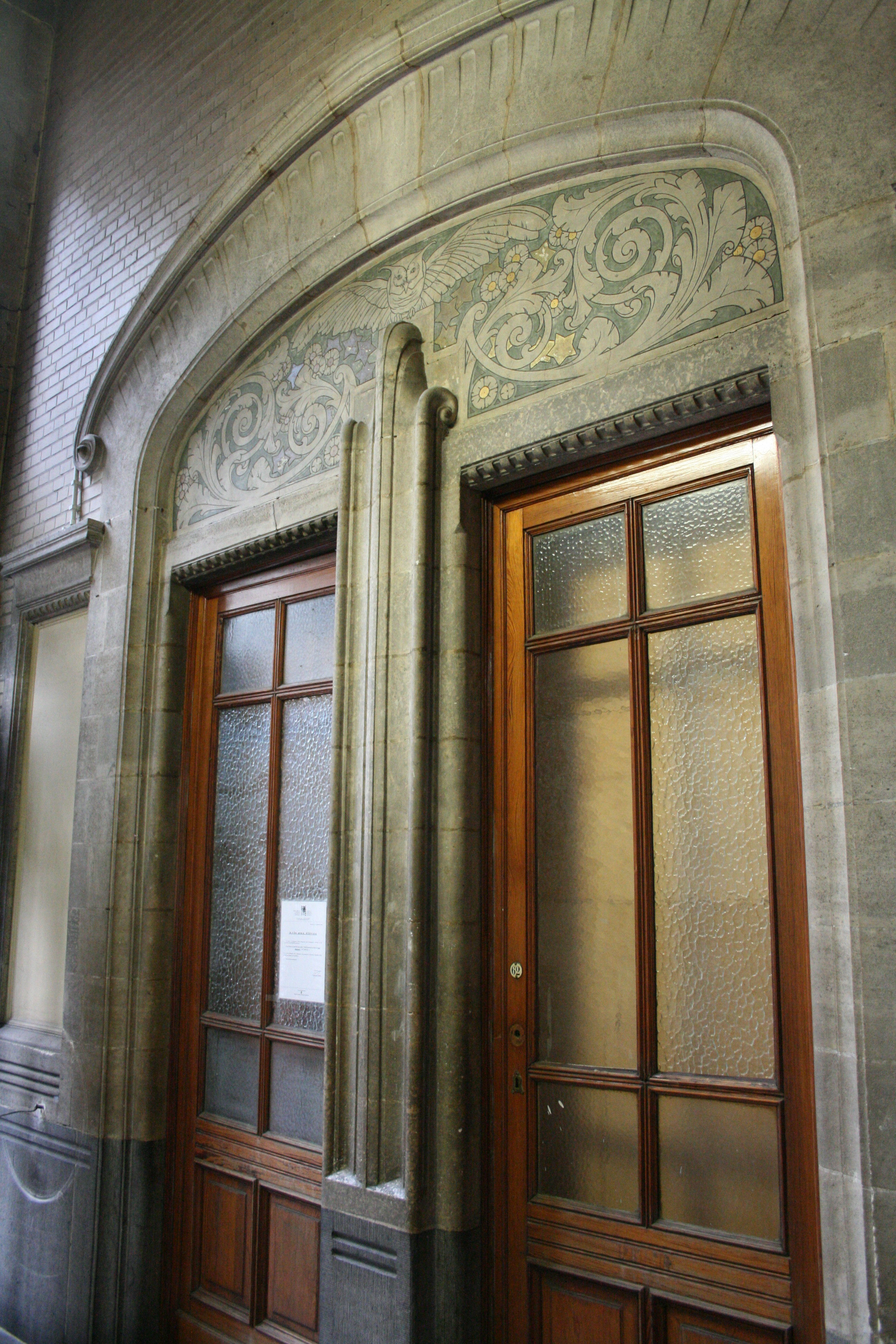
Sgraffite de Privat-Livemont, hall d'entrée du bâtiment historique abritant l'Institut Diderot, au 58 de la rue des Capucins.

La rue comporte trois fresques picturales, qui font partie d'un ensemble de peintures murales, sur le thème de la bande dessinée, qui décorent les façades du centre de Bruxelles. La première œuvre est une planche de la série Odilon Verjus, de Yann et Verron, respectivement auteur et dessinateur. Inaugurée le 16 juin 2004, elle se trouve numéro 13 de la rue. Elle représente les personnages Odilon Verjus et son acolyte le père Laurent, aidant Joséphine Baker à descendre du mur. La deuxième œuvre se trouve au numéro 15 de la rue, sur la façade latérale d'une maison à deux étages. Elle a été inaugurée le 18 novembre 1998. D'une superficie d'environ 35 m2, la fresque représente deux scènes de la bande dessinée franco-belge Blondin et Cirage, du dessinateur Jijé. La troisième œuvre est au numéro 23A, c'est une fresque de Léonard, de Turk et de de Groot, peignant le palais de justice.
Au 58 de la rue des Capucins se trouve un bâtiment historique abritant depuis 1997 les locaux de l'institut Diderot, établissement d'enseignement technique et professionnel. Le bâtiment, d'architecture Art nouveau et conçu par l'architecte belge Henri Jacobs, a été inauguré le 6 novembre 1910. Sa décoration comporte notamment des sgraffites de Privat-Livemont, et plusieurs parties de l'édifice, comme sa cour, son préau ou ses toilettes, sont inscrites sur la liste de sauvegarde du Patrimoine belge. Le bâtiment abritait à l'origine l'École normale Émile André, chargée de la formation des institutrices.
La brasserie Vossen où la Mort Subite était fabriquée se trouvait rue des Capucins avant que celle-ci soit rachetée par la Brasserie De Keersmaeker et produite à Kobbeghem.

## Associations
La rue des Capucins héberge de nombreuses associations locales et internationales :
Au numéro 30 : l'Institut Saint-Ghislain repris à l'inventaire du patrimoine architectural de la Région de Bruxelles Capitale abrite la supérette sociale "Les capucines", le Centre marollien de formation par le travail (CMFT), la Fédération européenne des Maisons de Jeunes et le Patro.